# Kostolec
Kostolec és un poble i municipi d'Eslovàquia que es troba a la regió de Trenčín.

## Història
La primera menció escrita de la vila es remunta al 1431.

## Demografia
| Godina             | 1994 | 2004   | 2014    | 2024    |
| ------------------ | ---- | ------ | ------- | ------- |
| Nombre de persones | 235  | 256    | 228     | 272     |
| Diferència         |      | +8,93% | −10,93% | +19,29% |

| Godina             | 2023 | 2024   |
| ------------------ | ---- | ------ |
| Nombre de persones | 273  | 272    |
| Diferència         |      | −0,36% |